# Cozy Powell
Cozy Powell (születési nevén Colin Trevor Flooks; Cirencester, Gloucestershire, 1947. december 29. – Bristol, 1998. április 5.) angol dobos, dalszerző és producer. Pályafutását az 1960-as évek végén kezdte, nemzetközi hírnévre akkor tett szert, mikor csatlakozott Jeff Beck zenekarához az 1970-es évek elején. Ezt követően számos együttesben és projectben megfordult, közöttük olyan legendás zenekarokban, mint a Rainbow, a Whitesnake vagy a Black Sabbath.
Zenei kalandozásai során rengeteg zenésszel dolgozott együtt, így felbukkant Gary Moore, Robert Plant és Brian May oldalán is, de az 1980-as évek közepén Keith Emerson és Greg Lake mellett is felbukkant az Emerson, Lake & Powell formáció tagjaként. Erőteljes és súlyos játéka nagymértékben meghatározta aktuális zenekarának hangzásvilágát, technikás játéka révén gyakran használták vele kapcsolatban a "nyolckarú" jelzőt. Egyéni stílusa és felfogása nagymértékben befolyásolta a későbbi zenészgenerációk dobosait is.
Jon Lord elmondása szerint „Cozy Powell-lel együtt játszani olyan, mintha az összes zenészt fenéken rúgnák.”
Pályafutása során több mint 60 albumon működött közre. 1998. április 5-én autóbalesetben hunyt el.

## Életrajz

### Fiatalkora
Colin Flooks néven született a Gloucestershire megyében található Cirencesterben. Gyerekkoráról csak kevés információ maradt fenn, de egyes források szerint soha nem találkozott vér szerinti szüleivel. 12 éves korában kezdett el dobolni, játszott a helyi iskola zenekarában is. Szabadidejében szívesen hallgatta a korszak kislemez slágereit, miközben dobolt, így fejlesztve játékstílusát. Első zenekara a Corals volt, mely minden héten játszott Cirencester ifjúsági klubjában. 15 évesen kidolgozott egy dobszólót amit a koncerteken is rendre előadott, majd felvette a "Cozy" nevet, az ismert dzsessz dobos Cozy Cole nyomán.
Ezt követően a The Sorcerors zenekar tagja lett. Tanulmányai végeztével irodai munkát végzett, hogy finanszírozni tudja új, Premier márkájú dobfelszerelésének költségeit. A The Sorcerors vokális harmóniákban gazdag popzenét játszott mérsékelt sikerrel. Az egyre több koncert miatt Powell otthagyta munkahelyét, a zenekar pedig németországi klubokban játszott. 1968-ban visszatértek Angliába, többek között Birminghamben is játszottak. Powell itt olyan zenészekkel ismerkedett meg és kötött barátságot, mint Robert Plant, John Bonham, a későbbi Slade énekes Noddy Holder, Dave Pegg a Fairport Convention basszusgitárosa vagy Tony Iommi. Ezidő alatt a The Sorcerors több névcserén is átesett ("Youngblood", "Ideal Milk"), Ace Kefford csatlakozásával pedig az "Ace Kefford Stand" nevet vették fel. Kefford korábban a The Move énekese és basszusgitárosa volt. Ez a formáció sem készített lemezt, viszont 2003-ban a Sanctuary Records jóvoltából megjelent egy Ace The Face című album, melyen öt dal hallható tőlük.
1969 szeptemberében egy alkalmi formációval lépett színpadra, ahol Dave Pegg és az egykori Bakerloo gitáros Clem Clempson volt a társa. Saját zenekara Big Bertha néven folytatta tovább, immáron Kefford nélkül.

### 1970-es évek
1970-ben Powell is részt vett az Isle of Wight fesztiválon, ahol az énekes/gitáros Tony Joe Whiteot kísérte. Műsorukra augusztus 27-én került sor, olyan zenekarokkal megosztva a színpadot, mint a Supertramp, a blues-rockot játszó The Groundhogs vagy a Cactus. Powell ekkor került Jeff Beck látókörébe, aki zenekarával egy jazzesebb hangzás felé szeretett volna elmozdulni. 1971 áprilisában stúdióba vonultak, hogy rögzítsék a Rough and Ready albumot, amit egy év múlva a Jeff Beck Group című követett. Ezek a lemezek nemzetközi viszonylatban is ismertté tették Powell nevét. 1972 júliusában azonban szétesett a zenekar, Beck pedig új társak után nézett. Powell ezt követően a brit dalszerző-költő Harvey Andrews Writer of Songs albumán működött közre, majd megkereste a Ball fivéreket (Dave és Denny Ball) akikkel gyakorlatilag a The Sorcerors óta együtt játszott, még ha különböző neveken is. Ezúttal a The Bedlam nevet vették fel és egy Frank Aiello nevű énekessel vonultak stúdióba. Debütáló albumuk 1973 augusztusában jelent meg a Chrysalis Records kiadásában. Az album erőteljes hard rock zenét tartalmazott, nagyban építve Powell erőteljes John Bonham szerű játékára.
Ez a zenekar sem tartott sokáig, Powell úgy döntött, hogy saját neve alatt próbálkozik. 1973-ban megjelent egy Dance with the Devil című kislemeze az angol RAK kiadónál. Amerikában továbbra is a Chrysalis intézte a dobos ügyeit. A kislemez 1974 januárjában egészen a negyedik helyig kúszott fel a brit listán, így a folytatás is hamar elkészült The Man in Black címmel. Ez ugyan kevésbé volt sikeres, mint elődje, de Powell számára értékes stúdiós tapasztalatokat hozoztt. A The Man in Black kislemezen Alan Merrill kezelte a basszusgitárt, aki az Arrows zenekar élén vált ismertté. Powell a stúdiómunkálatok során ismerkedett meg Mickie Most személyével, aki a RAK kiadó művészei számára producerkedett és készített dalokat. Ebben az időszakban Powell számtalan zenekarral és előadóval dolgozott, mint stúdiózenész, felbukkant többek között Julie Felix, a Hot Chocolate, Donovan és Suzi Quatro lemezein is. 1974-ben Tony Ashton és Jon Lord közös albumán is hallani lehetett, majd egy saját zenekar létrehozása mellett döntött. 1974 tavaszára állt fel a Cozy Powell’s Hammer formáció, melyben a gitáros Bernie Marsden, a basszusgitáros Clive Chaman az énekes pedig Powell The Bedlam-beli társa Frank Aiello volt. A billentyűs hangszereket Don Airey kezelte, Na Na Na című kislemezük 1974-ben a 10. helyig jutott a brit listán. Chaman helyére hamarosan Neil Murray került, de nagylemez ezzel a felállással sem készült. A zenekar még idő előtt feloszlott.
Powell ezt követően egy Cream szerű erőteljes blues-rock triót szeretett volna létrehozni, mely a Stange Brew nevet kapta a Cream azonos című dala nyomán. Ismét Clem Clempson volt a gitáros akivel 1969-ben már zenélt együtt, míg a basszusgitáros a Humble Pie zenésze Greg Ridley lett. Clempson csuklótörést szenvedett, így ez a zenekar is még idő előtt a süllyesztőbe került. Powell csalódásában egy időre kivonta magát a zeneiparból, hogy minden idejét hobbijára a motorozásra fordíthassa.
1975-ben Ritchie Blackmore zenekara a Rainbow jelentős változásokon esett át, így Powell is jelentkezett a dobos posztra. Jimmy Bain a zenekar basszusgitárosa így emlékszik vissza az első próbára:
Öt percig általában mindenki remekül nyomta, de húsz perc után a legtöbben elkezdtek szétesni. Ilyenkor Ritchie-vel abbahagytuk a játékot, és egyetlen szó nélkül visszatértünk a biliárdasztalhoz. Ha jól emlékszem, tizennégy arccal játszottuk el ugyanezt, és senki még csak meg sem közelítette azt a szintet, amit elvártunk volna. Aztán megérkezett Cozy. Ritchie elkezdte a szokásosat a gyors riffjével. Nagyjából háromnegyed órán át nyomtuk, és a tempó egy pillanatra sem ingott meg, így aztán befejeztük. Viszont mielőtt egy szót is szólhattunk volna, Cozy belecsapott egy újabb, még durvább kétlábdobos ritmusba. Meg akartuk szívatni, ő meg szépen visszavágott... Egyből tudtuk, hogy ő az emberünk.

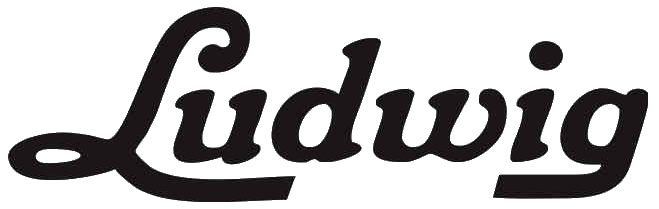
A híres dobmárka melyet Cozy Powell is előszeretettel használt.

Az 1976-ban megjelent Rising album, valamint az azt követő turné egy ereje teljében levő zenekart mutatott. Színpadi előadásukat az On Stage dupla koncertalbum örökítette meg, de a lendület az 1978-as Long Live Rock ’n’ Roll albumon sem lankadt. Ugyan a zenekar kereskedelmi szempontból is jelentős sikereket aratott, az Amerikai Egyesült Államokat nem sikerült meghódítani, ezért Blackmore ismét szélnek eresztette a felállást. Powell maradt a következő 1979-es Down to Earth albumon, de a Blackmore által kijelölt slágeresebb, könnyedebb hangzásvilág nem nyerte el a tetszését. Ekkoriban már Don Airey volt a billentyűs, akivel Powell már dolgozott együtt az évtized derekán. Az album beváltotta Blackmore reményeit, az USA-ban is kelendőnek bizonyult, Powell azonban mégis a távozás mellett döntött. 1979-ben kiadta első nagylemezét, mely Over the Top címmel jelent meg. Az instrumentális lemezen olyan zenészek voltak hallhatóak, mint Gary Moore, Jack Bruce, Bernie Marsden, Don Airey, Clem Clempson és Max Middleton. A lemez megjelenésekor Powell még a Rainbow tagja volt, utolsó koncertjét az 1980-ban Donnington-ban megrendezett nagyszabású Monsters of Rock fesztiválon adta.

### 1980-as évek
1980-ban Graham Bonnet is elhagyta a Rainbow zenekart, hogy szólóban folytassa tovább. "Graham Bonnet & The Hooligans" néven Powell társaságában adott ki egy kislemezt. A Night Games tizedik lett a brit kislemezek listáján, majd megjelent egy Bonnett nagylemez is Line-Up címmel. Powell 1981-ben a Michael Schenker Group tagja lett, ahol nagylemezen is szerepelt. Az M.S.G. album 1981 szeptemberében jelent meg és aratott nemzetközi sikert. 1982-ben egy koncertlemezt is kiadtak One Night at Budokan címmel, melyet Japánban rögzítettek. Powell ezt követően Robert Plant Pictures at Eleven albumán szerepelt, de felbukkant Jon Lord aktuális albumán is. 1983-ban Octopuss címmel adott ki egy szólólemezt, ekkor azonban már a Whitesnake tagja is volt, ahol az 1984-es Slide It In albumon hallható a játéka. Itt sem maradt sokáig, így a zenekar nélkül maradt Powell 1985-ben Roger Daltrey szólólemezén, valamint egy Phenomena nevű zenekarban volt hallható. Utóbbiban számos ismert rockzenész volt hallható, albumuk 1985-ben jelent meg.
1986-ban az Emerson, Lake & Palmer zenekar újjáalakulásában a dobos Carl Palmer nem vett részt, posztját Powell töltötte be. Így a zenekar felvette az Emerson, Lake & Powell nevet és egy albumot is kiadott 1986-ban. A zenekar nagy figyelmet keltett, albumuk azonban megosztotta a rajongókat.
1987-ben továbbra is elvállalt vendégszerepléseket, így dolgozott a brit dobos Pete York oldalán, de a német heavy metal együttes a Warlock lemezén is felbukkant. Ezidőtájt egy Forcefield nevű zenekar beindításán fáradozott, ahol Ian Gillan gitárosa Ray Fenwick és a Focus gitárosa Jan Akkerman is tag lett. Énekesként Graham Bonnett volt a jelölt, majd Tony Martin vette kézbe a mikrofont, míg a basszusgitárosi posztot Neil Murray majd Laurence Cottle töltötte be. Lemezük 1987-ben jelent meg. Martin, Murray és Cottle később a Black Sabbathban is megfordult Powell oldalán.
1988-ban új lemezt adott ki a Forcefield, Powell pedig Don Airey szólólemezén bukkant fel, de hallani lehetett a Cinderella Long Cold Winter albumán is. 1989-ben Gary Moore After the War albumán dobolt, mely komoly sikereket aratott. Moore ekkoriban a keményebb hard rock hangzást helyezte előtérbe, de Powell nála sem maradt sokáig. Ugyanezen évben lett a Black Sabbath tagja, a Headless Cross albumon már az ő játéka volt hallható. Az anyag sikeresnek bizonyult, főleg Európában állította helyre az együttes megtépázott hírnevét.

### 1990-es évek
1990-ben feldobolta a Black Sabbath Tyr albumát, majd 1991-ben a Forcefield negyedik lemeze is megjelent. 1992-ben egy szólólemezt adott ki, majd Brian May gitáros oldalán bukkant fel. A Back to the Light az év szeptemberében jelent meg, közben a Sabbath ismét Ronnie James Dioval szándékozott tovább dolgozni. Powell és Dio sohasem kedvelte egymást, ezért a zenekaron belül meglehetősen feszült volt a légkör. Tovább nehezítette a helyzetet, hogy Powell balesetet szenvedett lovaglás közben. A lova szívrohamot kapott és ráesett a dobosra, akinek eltört a csípője. A zenekar úgy döntött, hogy Vinny Appice dobolja fel a következő Dehumanizer című albumot. Powell újra összehozta a Cozy Powell's Hammer nevű régi együttesét, olyan társakkal, mint Neil Murray (basszusgitár), Mario Parga (gitár) és Tony Martin (ének). Martin néha szintetizátort és ritmusgitárt is használt a koncerteken, melyeket Európa kisebb klubjaiban tartottak meg, de Németországban egy TV fellépést is elvállaltak. Powell még 1991-ben szerepelt a BBC "Record Breakers" című műsorában, melyben világrekordokat mutatnak be gyermekek számára. A dobos élő adásban egy perc alatt 400 db pergődobra ütött rá egyet-egyet.
1993-ban Brian May lemezének a turnéján is részt vett, csakúgy, mint Neil Murray aki a lemezen is játszott. Az év során a Guns N’ Roses előtt is felléptek, majd 1994-ben megjelent a Live at the Brixton Academy koncertlemez is.
1995-ben ismét a Black Sabbath tagjaként bukkant fel. Játéka a Forbidden albumon volt hallható. A korong negatív kritikákban részesült, főleg a hangzása miatt, de a producer személye is gondot okozott a dobosnak. Ernie C nem volt megelégedve Powell játékával, arra biztatta a dobost, hogy hiphopos groove-okat játsszon a lábdobon. A turnét még végigjátszotta, utána azonban tovább folytatta zenei kalandozásait. Ekkor már együtt dolgozott Glenn Tiptonnal a Judas Priest gitárosával, akinek albuma 1997-ben jelent meg Baptizm of Fire címmel. Az anyagon számos ismert rockzenész hallható volt, ezt követően Powell pedig Yngwie J. Malmsteen oldalán bukkant fel. A svéd gitáros Facing the Animal albumán volt hallható, majd ismét Brian May oldalán lehetett hallani. Az Another World albumon kívül még egy Peter Green lemezen bukkant fel az esztendő során. Utolsó albuma Colin Blunstone The Light Inside lemeze volt, ez már a halála után jelent meg. Dolgozott egy szólólemezen is, ez szintén halála után 1999-ben jelent meg Especially for You címmel. Az anyagon ismét számos zenésszel dolgozott együtt, Neil Murray mellett az amerikai énekes John West, Lonnie Park és a stúdió gitáros Michael Casswell is felbukkant.

### Halála
Cozy Powell 1998. április 5-én autóbalesetben hunyt el. Saab 9000 típusú kocsijával 104 mérföldes (167 km/h) sebességgel, rossz időjárási körülmények között hajtott a Bristol közelében lévő M4-es autópályán, majd az elválasztó korlátnak ütközött. Egy női ismerőséhez sietett, aki kétségbeesve telefonált neki, hogy találkozni akar vele, mert gondjai vannak a férjével. Powell 35 mérföldre lakott a háztól, mikor a baleset történt éppen telefonált a hölggyel aki hallotta a csattanást, valamint Powell azt megelöző felkiáltását is.
Powell kirepült a szélvédőn és a helyszínen meghalt. A BBC jelentése szerint Powell véralkoholszintje magasabb volt a megengedettnél és a biztonsági övet sem használta.
Powell ekkoriban Lambourn településen élt és sérüléseit pihente ki, miután motorkerékpárjával balesetet szenvedett. Ekkoriban beszélt utoljára Joe Geesinnel aki a rajongói klubjának az ügyeit intézte. Kifejtette neki, hogy aggódik a rá váró fiziológiai kezelések miatt, viszont örömmel nézett elébe egy Brian Mayjel közös turnénak.
Szülőhelyén Cirencesterben 2016. január 7-e óta egy emléktábla őrzi személyét, melynek átadásán olyan zenésztársai voltak jelen, mint Brian May, Suzi Quatro, Bernie Marsden, Neil Murray, Don Airey és Tony Iommi.

## Zenekarok, közreműködések
- The Sorcerers (1967–1968)
- Youngblood (1968–1969)
- The Ace Kefford Stand (1969)
- Big Bertha (1969–1970)
- The Jeff Beck Group (1970–1972)
- Bedlam (1972–1973)
- Cozy Powell (1973–1974, 1979-1983, 1992) (szólóban)
- Cozy Powell's Hammer (1974, 1992-1993) (saját zenekara)
- Rainbow (1975–1980)
- Graham Bonnet & the Hooligans (1980–1981)
- Michael Schenker Group (1981–1982)
- Whitesnake (1982–1985)
- Emerson, Lake & Powell (1985–1986)
- Pete York/Cozy Powell (1987)
- Black Sabbath (1988–1991, 1994–1995)
- Brian May (1991–1992, 1993-1994, 1998)
- Peter Green (1997-1998)
- Glenn Tipton, John Entwistle és Powell (1997)
- Yngwie J. Malmsteen (1997)
- The Snakes (1998)

## Diszkográfia
| - Over the Top (1979) - Tilt (1981) - Octopuss (1983) - The Drums Are Back (1992) - Especially for You (1999) - Live in Hamburg 1970 (2004) - Rough and Ready (1971) - Jeff Beck Group (1972) - Bedlam (1973) - Anthology (2 CD, 1999) - Live in London 1973 (2003) - Rising (1976) - On Stage (1977) - Long Live Rock ’n’ Roll (1978) - Down to Earth (1979) - Finyl Vinyl (1986) - Live in Germany 1976 (1990) - Live in Munich 1977 (2006) - Deutschland Tournee 1976 (2006) - M.S.G. (1981) - One Night at Budokan (1982) - Slide It In (1984) - Live In 1984: Back To The Bone - Emerson, Lake & Powell (1986) - The Sprocket Sessions (2003) - Live in Concert (2003) - Forcefield (1987) - Forcefield II: The Talisman (1988) - Forcefield III: To Oz and Back (1989) - Forcefield IV: Let the Wild Run Free (1991) - Instrumentals (1992) - Headless Cross (1989) - Tyr (1990) - Forbidden (1995) - The Sabbath Stones (1996) - Back to the Light (1992) - Live at the Brixton Academy (1994) - Another World (1998) - Red Special (EP) (1998) | - Ed Welch – Clowns (1971) - Harvey Andrews – Writer of Songs (1972) - Julie Felix – Clotho's Web (1972) - Donovan – Cosmic Wheels (1973) - Chick Churchill – You and Me (1973) - Murray Head – Nigel Lived (1973) - Tony Ashton and Jon Lord – First of the Big Bands (1974) - Bob Sargeant – The First Starring Role (1974) - Peter Sarstedt – Every Word You Say (1975) - Various – Peter & The Wolf (1976) - Hot Chocolate – XIV Greatest Hits (1976) - Bernie Marsden – And About Time Too! (1979) - Bernie Marsden – Look at Me Now (1981) - Graham Bonnet – Line-Up (1981) - Jon Lord – Before I Forget (1982) - Robert Plant – Pictures at Eleven (1982) - Phenomena – Phenomena (1985) - Roger Daltrey – Under a Raging Moon (1985) - Boys Don't Cry – Who the Am Dam do You Think We Am (1987) - Sanne Salomonsen – Ingen Engel (1987) - Warlock – Triumph and Agony (1987) - Pete York – Super Drumming Vol. 1 (1987) - Cinderella – Long Cold Winter (1988) - James Darby – Southern Region Breakdown (1988) - Don Airey – K2 – Tales of Triumph and Tragedy (1988) - Gary Moore – After the War (1989) - Minute By Minute – Timewatch (1989) - Ritchie Blackmore – Rock Profile Vol. 2 (1991) - Various Artists – In From The Storm – The Music of Jimi Hendrix (1995) - Glenn Tipton – Baptizm of Fire (1997) - Peter Green Splinter Group – Peter Green Splinter Group (1997) - S.A.S. Band – SAS Band (1997) - Yngwie J. Malmsteen – Facing the Animal (1997) - Colin Blunstone – The Light Inside (1998) - Ace Kefford – Ace The Face (2003) - Tony Martin – Scream (2005) - Glenn Tipton, John Entwistle & Powell – Edge of the World (2006) - Pete York – Super Drumming Vol. 3 (2008) |